# Ленц, Христиан Давид
Христиан Давид Ленц (нем. Christian David Lenz; 1720—1798) — немецко-балтийский лютеранский пастор, богослов и благотворитель; рижский генерал-суперинтендант. Отец пастора Фридриха Давида Ленца, писателя Якоба Михаэля Рейнхольда Ленца, дед актёра Иоганна Рейнгольда фон Ленца.

## Биография
Родился 26 декабря 1720 (6 января 1721) года в Померании в городе Кёслине (нем. Köslin); в пятнадцатилетнем возрасте поступил в Университет Галле, причем ввиду неплатёжеспорсобности родителей вынужден был сам добывать средства к жизни частными уроками и некоторое время работая учителем в сиротской школе.
Снабженный хорошими рекомендациями, Ленц в 1740 году прибыл в Лифляндию, поступив домашним наставником в семейство фон Эттинген. 
С 1742 года он начал свою службу в качестве пастора, в 1757 году он был уже настоятелем церковного Венденского округа, а в 1759 году был назначен пастором немецкого прихода в Дерпте; здесь был он членом местной консистории и надзирателем городской школы. 
В 1779 году состоялось назначение Ленца генерал-суперинтендантом и председателем главной консистории; последнее назначение вынудило его переселиться в Ригу. В должности генерал-суперинтенданта, так же, как и раньше в качестве пастора, Ленц «снискал себе общую любовь и уважение своим благочестивым образом жизни и широкой благотворительностью»; в последние годы своей жизни он почти половину своих доходов раздавал бедным. 
Скончался в Дерпте 14 (25) августа 1798 года.
После него остался в печати целый ряд нравственно-богословских сочинений и несколько произнесенных им, по разным торжественным случаям, речей на немецком и на латышском языке (см. раздел «Библиография»).